# Trovador

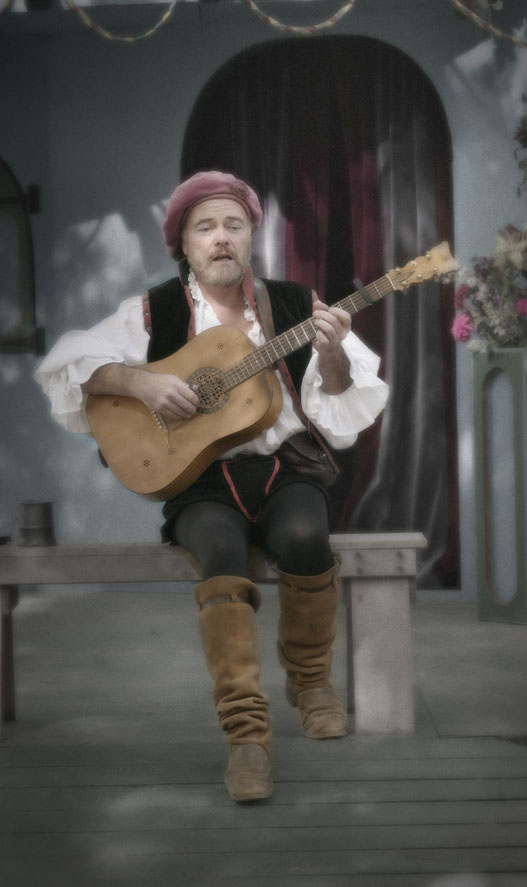
Owain Phyfe (1949-2003), nos trajes de um moderno trovador atuando numa feira temática em 2003

Trovador (francês: troubadour [tʁubaduʁ]; occitano: trobador [tɾuβaˈður]; pronúncia arcaica: [tɾuβaˈðor]), na lírica medieval, era o artista de origem nobre do sul da França que, geralmente acompanhado de instrumentos musicais, como o alaúde ou a cistre, compunha e entoava cantigas.
Normalmente, os trovadores eram homens, mas houve trovadoras (em provençal ou occitano trobairitz), também nobres. Suas correspondentes nas classes inferiores eram as jogralesas (joglaresses em provençal).

## O trovadorismo galego-português
A mais antiga manifestação literária de galego-portuguesa de que se tem notícia é a "Cantiga da Ribeirinha", composta por Paio Soares de Taveirós, datada de 1189 ou 1198, ainda que há quem diga que tal cantiga não pode ter sido composta antes de 1200. Ao ser essa cantiga a mais antiga registada, a crítica data destes anos o começo da lírica medieval galaico-portuguesa, se bem que já há algum tempo fosse cultivada. Dão-se como datas simbólicas da morte abrupta desta estética ora 1350, ano da redação do testamento do Conde de Barcelos, ora 1354, ano em que morre este último mecenas. Após esta época de esplendor deu-se uma etapa de transição decadente conhecida como a Escola galego-castelhana, que tem a sua representação em numerosos autores activos entre a segunda metade do século XIV e a primeira do XV, recolhidos no Cancioneiro de Baena. Esta época é ante sala dos Séculos Escuros da Galiza e do Quinhentismo em Portugal.
Esta poesia, de transmissão oral, criou ao seu redor um verdadeiro espetáculo trovadoresco (como assinalou um dos especialistas, Resende de Oliveira), pois eram cantigas musicadas (o qual implicava um duplo acto de criação), e contavam com vários agentes:
- O trovador, poeta em língua romance, culto, criador de texto e música.
- O jogral, trabalhador pago, de procedência humilde.
- O segrel, poeta da pequena nobreza que interpretava as suas próprias composições (e figura algo polémica na crítica actual).
- As jogralesas, dançarinas também chamadas soldadeiras porque recebiam pagamento, sendo que muitas vezes tinham fama de prostitutas.[1][2]
- E um público cortesão, receptor imediato dos textos.

É também interessante notar que, nos séculos XIII e XIV, tal como ressalta José D'Assunção Barros, havia uma verdadeira batalha de designações em torno da palavra "trovador". Isto porque os poetas-cantores de origem aristocrática queriam reservar esta designação exclusivamente para si mesmos, dela excluindo os trovadores de outras origens sociais, para os quais insistiam em utilizar as palavras "menestrel" ou "jogral". Os jograis, contudo, notadamente entre os trovadores galego-portugueses, se autodenominavam "trovadores". Desta maneira, segundo D'Assunção Barros, instituía-se através dos embates nos saraus trovadorescos uma verdadeira disputa pelo direito de utilizar a designação "trovador".
As cantigas eram manuscritas e colecionadas nos chamados cancioneiros (livros manuscritos também, feitos por iniciativa de nobres ou, mais tarde, humanistas, que reuniam grande número de trovas). Conhecem-se quatro grandes cancioneiros, todos aparentados geneticamente. E destes, três são fundamentais: o "Cancioneiro da Ajuda", o "Cancioneiro da Biblioteca Nacional de Lisboa" e o "Cancioneiro da Vaticana" (este dois últimos são conhecidos como os apógrafos italianos). Contamos também com a informação que trazem seis documentos breves, entre os que cumpre destacar a Tavola colocciana, uma listagem de autores e cantigas, e o Pergaminho Vindel, manuscrito que transmite as mesmas sete cantigas de amigo de Martín Codax que constam nos cancioneiros, mas musicadas.

## Cultura brasileira
No estado brasileiro do Rio Grande do Sul, "trovador" é o repentista, que improvisa em sextilha no estilo de trova. A maior referência deste estilo artístico no Brasil é Gildo de Freitas. Um dos grandes nomes da trova gaúcha da década de 1960, mais conhecido como "o Guri", o lendário Adão Duarte, trovava na região missioneira do estado gaúcho e impressionava a todos com seu grande talento e versos emocionantes.
Depois que Luiz Otávio Gilson de Castro e J. G. de Araújo Jorge promoveram os "I Jogos Florais de Nova Friburgo", no Rio de Janeiro, em 1960, dando projeção nacional ao evento, que perdura até os nossos dias, trovador também passou a ser a designação do poeta que faz trova literária.